# Miamis Grand Prix
Miamis Grand Prix är en deltävling i formel 1-VM som körs i Miami i USA från och med säsongen 2022. 

## Historik
2018 lämnades ett förslag om att hålla en Formel 1 deltävling i Miami med start 2019 som debutår. Det uppstod komplikationer på grund av konstruktions- och utvecklingsplaner och det lämnades åter in ett nytt förslag om en deltävling med start 2021 på Hard Rock Stadium. Deltävlingen som initialt var planerat att debutera i säsongen 2021 sköts upp till säsongen 2022. Deltävlingen kommer att äga rum på Miami International Autodrome och har kontrakt under en period på tio år. Debutloppet kommer att hållas den 8 maj 2022.

## Banan
Banan är designad specifikt för Formel 1-deltävlingen där flera olika banlayouts har testats i simulatorer. Ägaren till Hard Rock Stadium, Stephen Ross, har försökt ordna ett Grand Prix i Miami i flera år.

## Vinnare
| År   | Förare         | Konstruktör |
| ---- | -------------- | ----------- |
| 2022 | Max Verstappen | Red Bull    |
| 2023 | Max Verstappen | Red Bull    |
| 2024 | Lando Norris   | McLaren     |
| 2025 | Oscar Piastri  | McLaren     |